# Waltheria glomerata
Waltheria glomerata är en malvaväxtart som beskrevs av Presl. Waltheria glomerata ingår i släktet Waltheria och familjen malvaväxter. Inga underarter finns listade i Catalogue of Life.